# Sāhib
Das Wort Sāhib (arabisch صاحب, DMG ṣāḥib) bedeutet „Gefährte, Inhaber, Herr, Anhänger“. Im arabischen Sprachraum bedeutet es meist ‚Gefährte‘. Im indischen und pakistanischen Sprachraum wird es als höfliche Anrede benutzt.

## Im arabischen Sprachraum
Ṣāḥib ist das Partizip Aktiv zu dem Verb ṣaḥiba yaṣḥabu mit der Bedeutung „begleiten, befreundet sein mit“. In der Bedeutung „Gefährte“ kommt das Wort mehrfach auch im Koran vor, so zum Beispiel in Sure 9:40: „Als er zu seinem Gefährten (ṣāḥib) sprach: Sei nicht traurig!“ und in Sure 18:37: „Da sprach sein Gefährte (ṣāḥib) zu ihm, während er sich mit ihm unterhielt.“ Der Anführer eines Heeres wird als Sāhib al-dschaisch bezeichnet. En Rendant, der an Spitze der Hierarchie der Mitarbeiter eines Haushalts am Hofe von Herrschern des arabisch-islamischen Mittelalters stand, war der Sāhib al-matbakh.
Der Plural zu ṣāḥib lautet aṣḥāb. Hiervon ist beispielsweise der koranische Ausdruck Ashāb al-Kahf („Gefährten der Höhle“) in Sure 18:9 für die Sieben Schläfer von Ephesus abgeleitet. Die „Insassen des Paradieses“ werden im Koran Ashāb al-dschanna (Sure 2:82) genannt, und die „Insassen des Höllenfeuers“ Ashāb an-nār (Sure 2:39) oder Ashāb as-saʿīr (Sure 35:6). Die Bezeichnung Ashāb an-nār wird allerdings auch für die Engel, die als Höllenwärter fungieren, verwendet. Für die Midianiter findet sich im Koran auch die Bezeichnung Ashāb Madyan (Sure 9:70, 22:44, eigentlich „Gefährten von Midian“).
In späterer Zeit wurde die Bezeichnung Ashāb al-hadīth für die Anhänger der Hadith-Gelehrsamkeit üblich. Die Gefährten des Propheten Mohammed werden auf Arabisch entweder Aṣḥāb ar-rasūl genannt oder mit der ihnen vorbehaltenen Pluralform Sahāba bezeichnet.

## Im indischen Raum
Auf dem Indischen Subkontinent wurde der Begriff Sāhib (englisch auch Saheb) besonders in der britischen Kolonialzeit als Anrede für Europäer vorherrschend, ausgehend von seiner Bedeutung „Besitzer“ für Besitzer von Sklaven oder Arbeitern. Es wurde durchaus auch respektvoll für eine (verheiratete) Frau verwendet, wenngleich eine weibliche Form des Substantives, Sahiba, existiert.
In Britisch-Indien entstand zudem als weibliche Anrede die Form Memsahib oder auch Memsaab (als Kurzform von Madam / Ma’am Sahib), die in Kolonial-Afrika, bspw. im Kikuyu, zu Msabu wurde.
Das heilige Buch des Sikhismus, der Guru Granth Sahib (wörtlich: Lehrer Buch Herr), trägt das Wort im Titel. Eine andere Form der ehrerbietenden Anrede in den indischen Sprachen ist Sri (bzw. Shree oder Sree).